# Edwardsia capensis
Edwardsia capensis is een zeeanemonensoort uit de familie Edwardsiidae.
Edwardsia capensis is voor het eerst wetenschappelijk beschreven door Carlgren in 1938.